# Oflag IVc

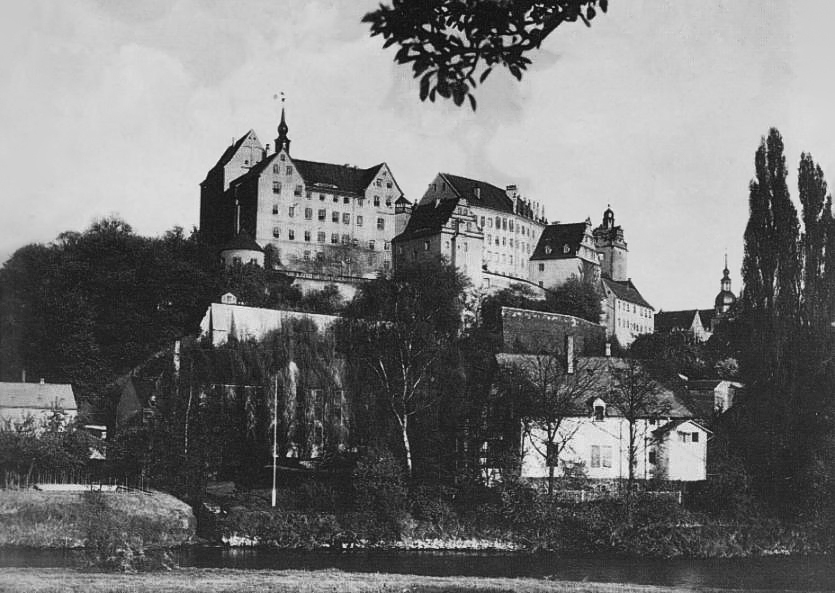
Schloss Colditz als Oflag IV C April 1945

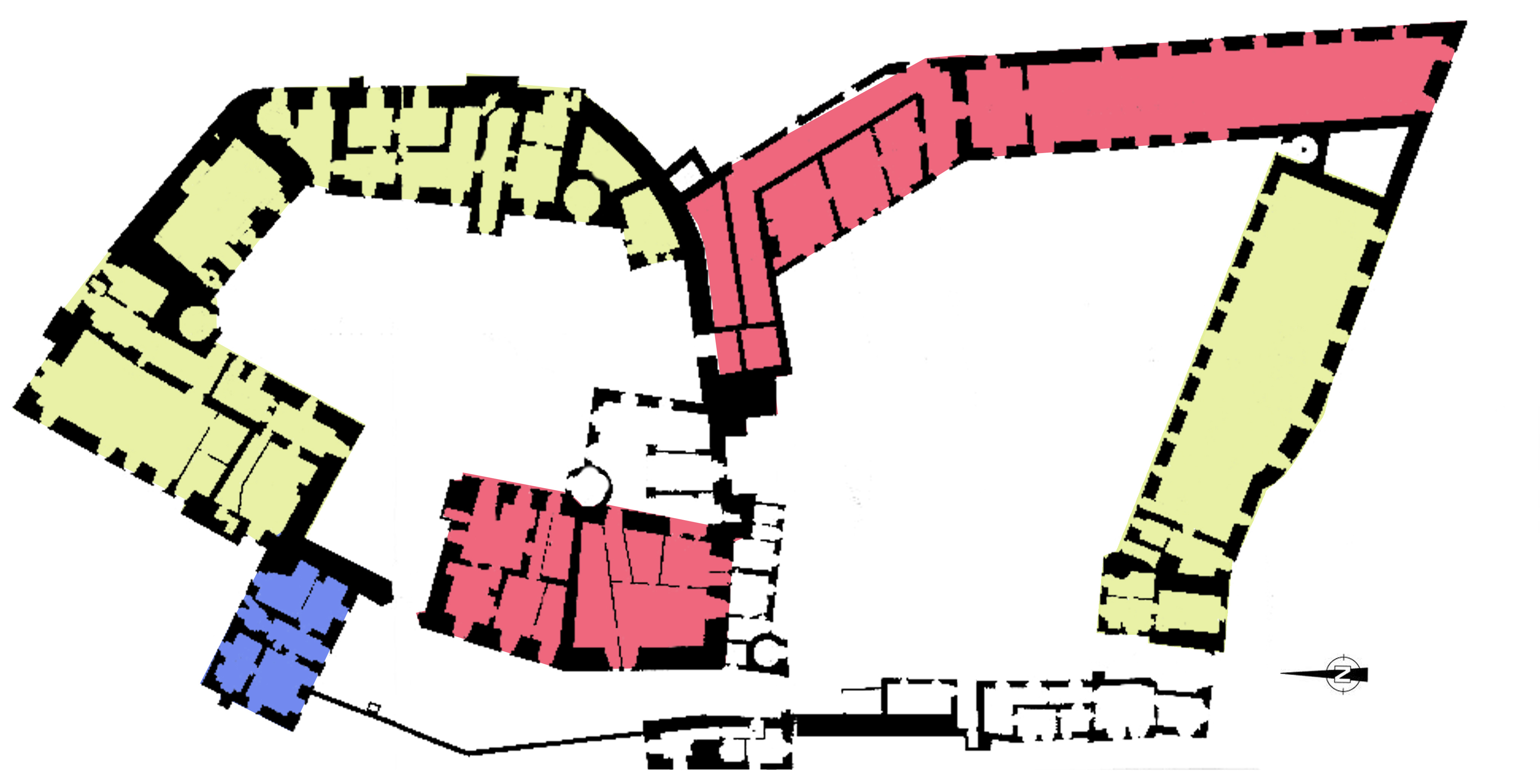
Grundriss des Schlosses; die Gefangenen waren in den Gebäuden im hinteren Hof (links) untergebracht; die Kommandantur und die Unterkünfte der Wachmannschaft befanden sich im äußeren Hof (rechts)

Oflag IV C (für Offizierslager IV C) war die offizielle Bezeichnung für das Lager für kriegsgefangene alliierte Offiziere auf Schloss Colditz während des Zweiten Weltkriegs. Nach 1945 wurde es durch die Aufarbeitung seiner vielen Ausbruchsversuche in Buch und Film vor allem in Großbritannien sehr bekannt. In der englischsprachigen Literatur wird es auch als Oflag IV-C bezeichnet.

## Geschichte

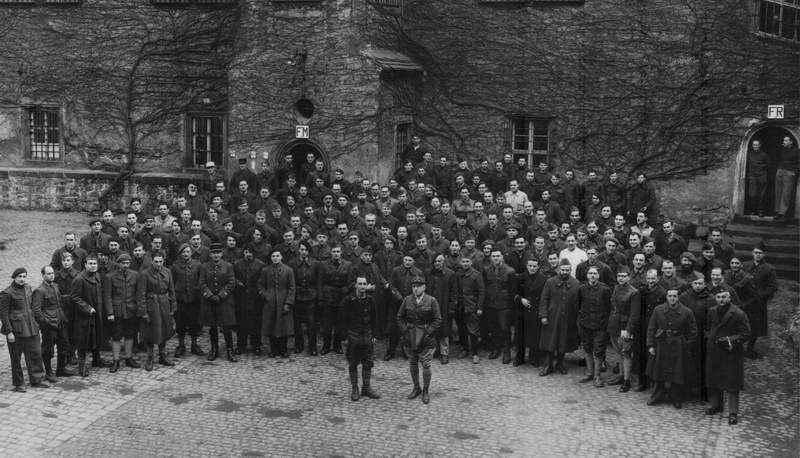
Gefangene französische Offiziere im Innenhof des Oflag IV

### Kriegsgefangenenlager Oflag IV C
Ab dem 31. Oktober 1939 wurde ein Kriegsgefangenenlager mit der Bezeichnung Oflag IV C als Sonderlager für Offiziere eingerichtet (Die Bezeichnung ergibt sich aus Offizierslager). Die Lager im Reichsgebiet erhielten die dem Wehrkreis entsprechende römische Nummer und einen Großbuchstaben. Die Einrichtung des Schlosses Colditz erfolgte nach den internationalen Bestimmungen des Artikels 6 der Genfer Konventionen in der Fassung vom 18. Oktober 1907 und der Haager Landkriegsordnung, welche den Umgang mit gefangenen Offizieren vorschreiben. Gleichzeitig war es als Sonderlager für Prominente, wie Winston Churchills Neffen Giles Romilly und George Lascelles, einen Neffen von König Georg VI. vorgesehen. Überlieferte Dokumente der Gefangenen belegen, dass die Lagerbezeichnung teilweise für sie unbekannt war. Einige berichteten in ihren Erinnerungen, es handele sich um das Stalag 4 (Stammlager 4).
Obwohl bis zum Zusammenbruch des NS-Staates 1945 einunddreißig Häftlinge bei immerhin dreihundert Fluchtversuchen erfolgreich fliehen konnten, galt Schloss Colditz als ausbruchsicher. Die Wehrmacht versuchte systematisch aus den Ausbruchversuchen zu lernen, indem sie die Umstände jedes Fluchtversuchs genauestens untersuchte und fotografisch dokumentierte. Durch die oben genannten internationalen Vorschriften, welche auch durch mehrmalige Kontrollbesuche des Internationalen Komitees vom Roten Kreuz und der französischen Pétain-Regierung durchgeführt wurden, waren die Lebensbedingungen der alliierten Offiziere auf dem Schloss unter dem Kommando von Oberstleutnant Schmidt im Vergleich zu anderen NS-Lagern menschenwürdiger. Diese Tatsache eines Vorzeigelagers ist ebenfalls aus den zwischen 1941 und 1945 gemalten Bildern des ehemaligen Insassen, des britischen Berufsoffiziers und Freizeitmalers William Faithful Anderson ersichtlich. Im äußeren Hof befand sich die Kommandantur. Die Gefangenen lebten im hinteren Hof im ehemaligen Fürstenhaus. Außerhalb waren die flachen Terrassen, die die Gefangenengebäude umgaben, von bewaffneten Wachen überwacht und mit Stacheldraht gesichert. Ab 1942 wurde das Schloss nachts von Scheinwerfern angestrahlt, an den Außenmauern waren Mikrofone angebracht und ein hölzerner Laufsteg umgab die Anlage. Am 16. April 1945 befreiten amerikanische Soldaten das Schloss Colditz und seine Insassen. Ausbrüche und Ausbruchsversuche wurden vom Sicherheitsoffizier Reinhold Eggers genau dokumentiert.

#### Kommandanten des Oflag IV
| Name                             | Lebensdaten                                      | Dienstzeit                          |
| -------------------------------- | ------------------------------------------------ | ----------------------------------- |
| Oberst Schmidt                   | * 1866; † 1946 oder 1947[8][9]                   | 1939 – August 1941[10]              |
| Oberst Edgar Glaesche            | * 1889; † 1968 in Stuttgart-Degerloch            | 1. August 1941–13. Februar 1943[10] |
| Oberst Gerhard Friedrich Prawitt | * 25. Oktober 1899 in Medenau/Ostpreußen; † 1969 | 13. Februar 1943–16. April 1945[10] |

### 1940

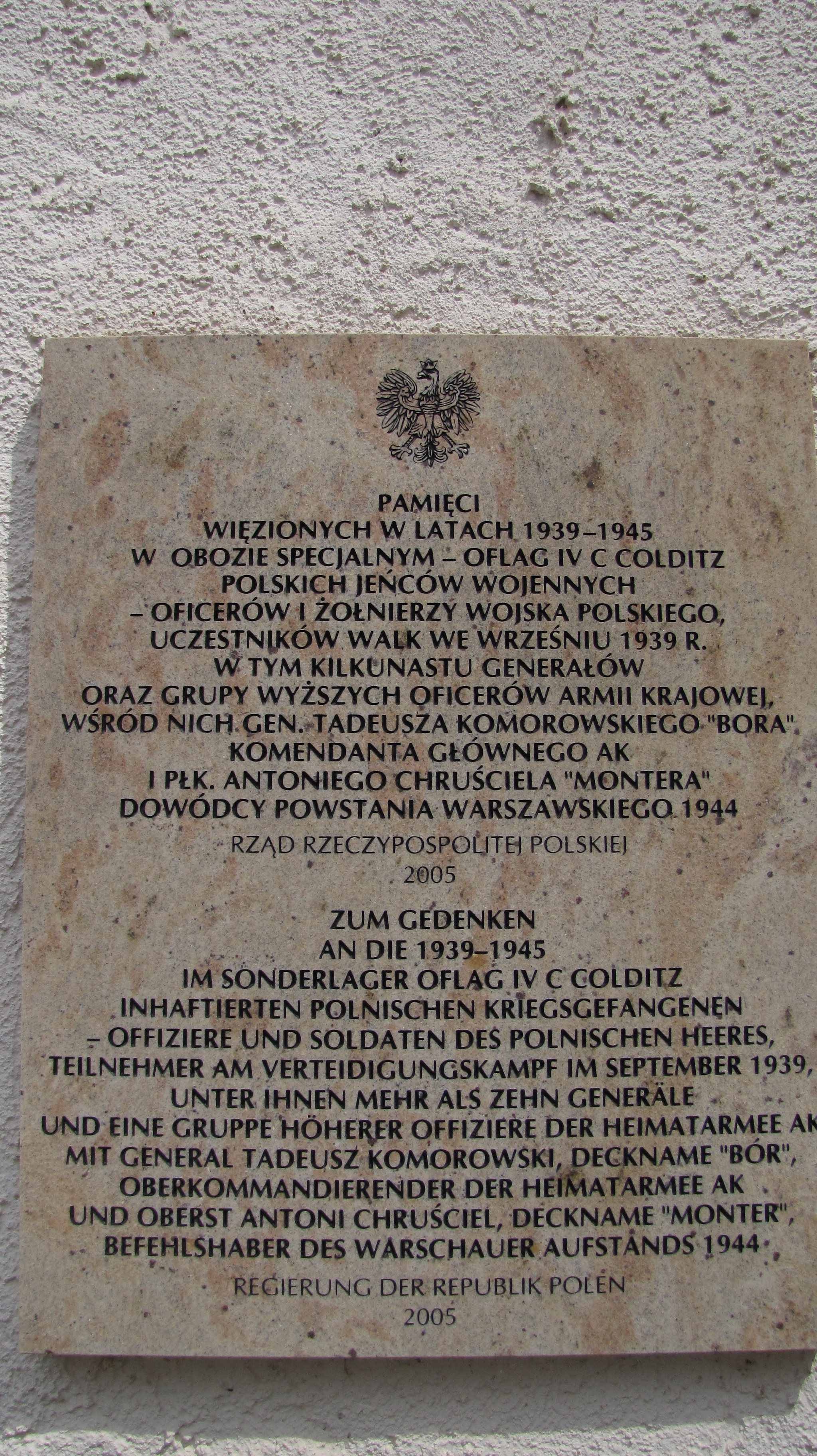
Erinnerungstafel an die polnischen Offiziere in Colditz

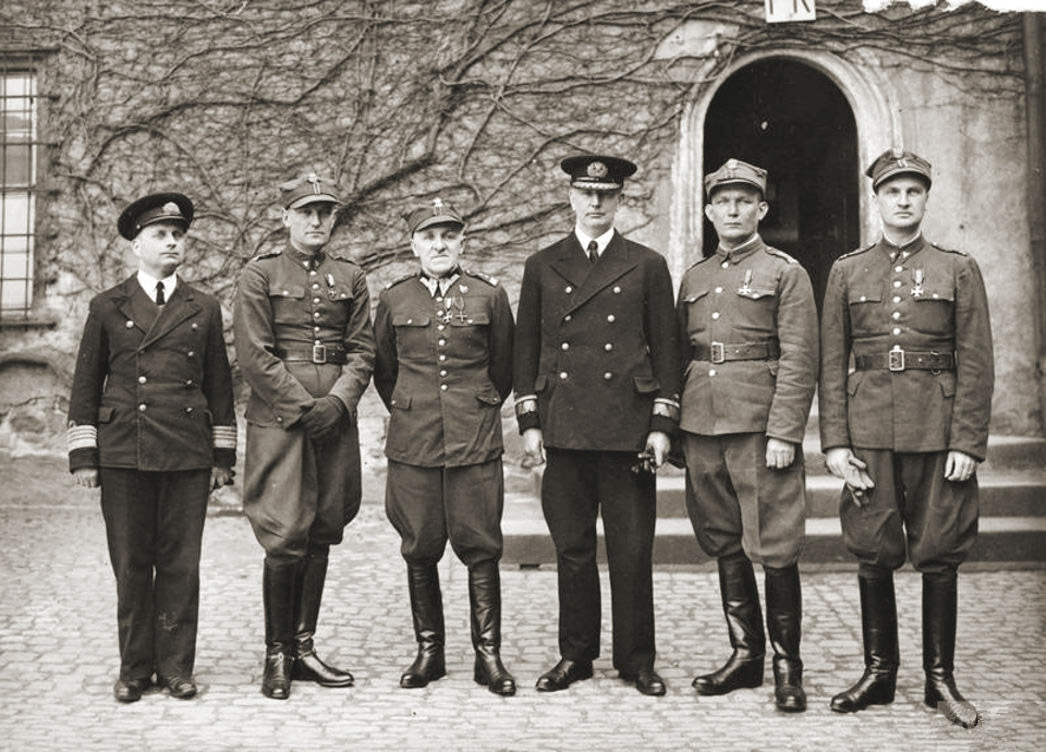
Der polnische Admiral Józef Unrug und andere Offiziere 1941 als Gefangene in Colditz

Die ersten Gefangenen kamen im Oktober 1940 an. Es waren 140 polnische Offiziere, die als fluchtgefährlich galten. Zwei Wochen später kamen Donald Middleton, Keith Milne und Howard D. Wardle (ein Kanadier, der der RAF kurz vor dem Krieg beitrat) als erste britische Gefangene nach Colditz. Am 7. November 1940 kamen sechs britische RAF-Offiziere: die „Laufen six“. Sie wurden nach Laufen, dem Lager ihres ersten Ausbruchversuches benannt. Weihnachten 1940 waren in Colditz 60 polnische, 12 belgische, 50 französische und 30 britische Offiziere mit ihren Ordonnanzen inhaftiert, insgesamt weniger als 200 Gefangene.

### 1941
Ende Februar kamen 200 französische Offiziere mit ihrem Général Le Bleu und Général Le Brigant in Colditz an. Am 24. Juli 1941 kamen weitere 68 niederländische Offiziere, Mitglieder der Niederländischen Ostindienarmee an, die abgelehnt hatten, eine Erklärung zu unterzeichnen, dass sie an keinem Krieg gegen Deutschland teilnehmen würden. Danach wurde eine Anzahl ihrer Uniformen für die Flucht benutzt, da sie denen der deutschen Wehrmacht ähnelten, die beschlagnahmte niederländische Stoffe für einen Teil ihrer Uniformen verwendete. Ein Teil der Franzosen verlangte, dass die französisch-jüdischen Offiziere von ihnen getrennt würden. Der Lagerkommandant stimmte zu und die Juden wurden auf dem Dachboden untergebracht. Ende Juli 1941 gab es mehr als 500 Offiziere: über 250 Franzosen, 150 Polen, 50 britische und aus dem Commonwealth, zwei jugoslawische sowie die 68 Niederländer. Am 9. April gelang Alain Le Ray als erstem Gefangenen die Flucht aus dem Lager. Alain Le Ray war später aktives Mitglied der französischen Résistance.

### 1942
Am 5. Januar 1942 gelang es dem britischen Leutnant Airey Neave und dem Niederländer Toni Luteijn, durch ein Loch im Fußboden des Festsaals und mehrere Türen in deutschen Uniformen aus dem Schloss zu fliehen und über Leisnig mit dem Zug zu fliehen. Bei Singen erreichten sie die Schweizer Grenze und kamen glücklich hinüber.

### 1943
Im Mai 1943 entschied das Oberkommando der Wehrmacht, dass Colditz nur Amerikaner und Briten beherbergen sollte. Im Juni wurden die Niederländer verlegt, bis zum 12. Juli 1943 gefolgt von den Polen, Belgiern und Franzosen. Ende Juli gab es einige einzelne französische Offiziere, 228 britische sowie einige Kanadier, Australier, Neuseeländer, Südafrikaner, Iren und einen Inder.

### 1944

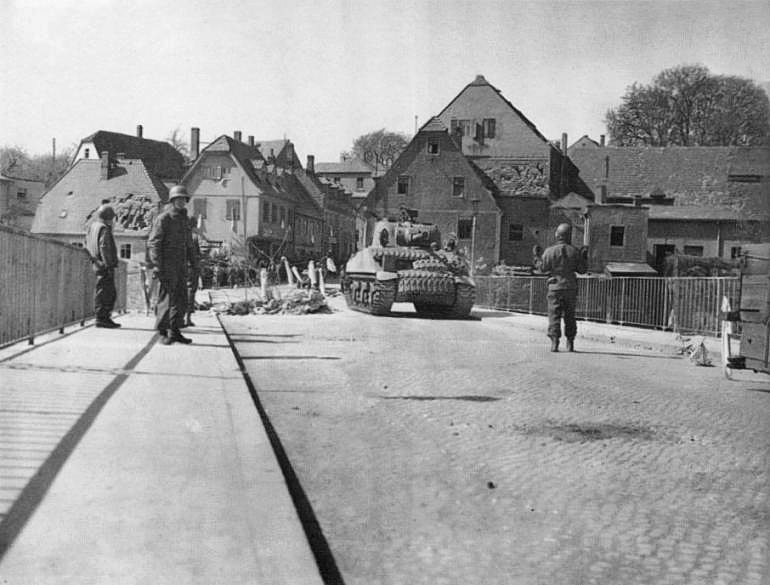
Amerikanische GI mit Panzer auf der Mulde-Brücke unterhalb des Schlosses am 12. April 1945

Am 23. August 1944 wurden die ersten Amerikaner in Colditz interniert: der mit 49 Jahren älteste amerikanische Fallschirmjäger des Krieges, Colonel Florimund Duke, sowie Captain Guy Nunn und Alfred Suarez. Sie waren als Geheimdienstmitarbeiter mit dem Fallschirm in Ungarn abgesprungen und sollten eine Zusammenarbeit Ungarns mit Deutschland verhindern. Im frühen Winter 1944 befanden sich 254 Insassen im Lager, darunter der britische Adelige George Lascelles, 7. Earl of Harewood.

### 1945
Am 19. Januar 1945 wurden die französischen Generäle Lieutenant-General Jean Adolphe Louis Robert Flavigny, Major-General Louis Léon Marie André Buisson, Major-General Arsène Marie Paul Vauthier, Brigadier-General Albert Joseph Daine und Brigadier-General René Jacques Mortemart de Boisse aus der Festung Königstein ins Schloss Colditz gebracht. Die Verlegung dieser Generale vom Königstein nach Colditz sollte die Ermordung des Generalmajors Gustave Mesny, als angeblich „auf der Flucht erschossen“, decken. Am 5. Februar kam der polnische General Tadeusz Komorowski, Kommandant der Polnischen Heimatarmee (Armia Krajowa), mit seiner Begleitung in Colditz an. Auch Oberst Antoni Chruściel, Befehlshaber des Warschauer Aufstandes 1944, gehörte zu den auf dem Schloss gefangenen hohen polnischen Offizieren. Im März 1945 wurden 1200 französische Gefangene auf Schloss Colditz gebracht, 600 weitere wurden in der Stadt Colditz interniert. Am 16. April 1945 eroberten amerikanische Soldaten das Schloss Colditz und befreiten seine Insassen.

### Ausbruchsversuche

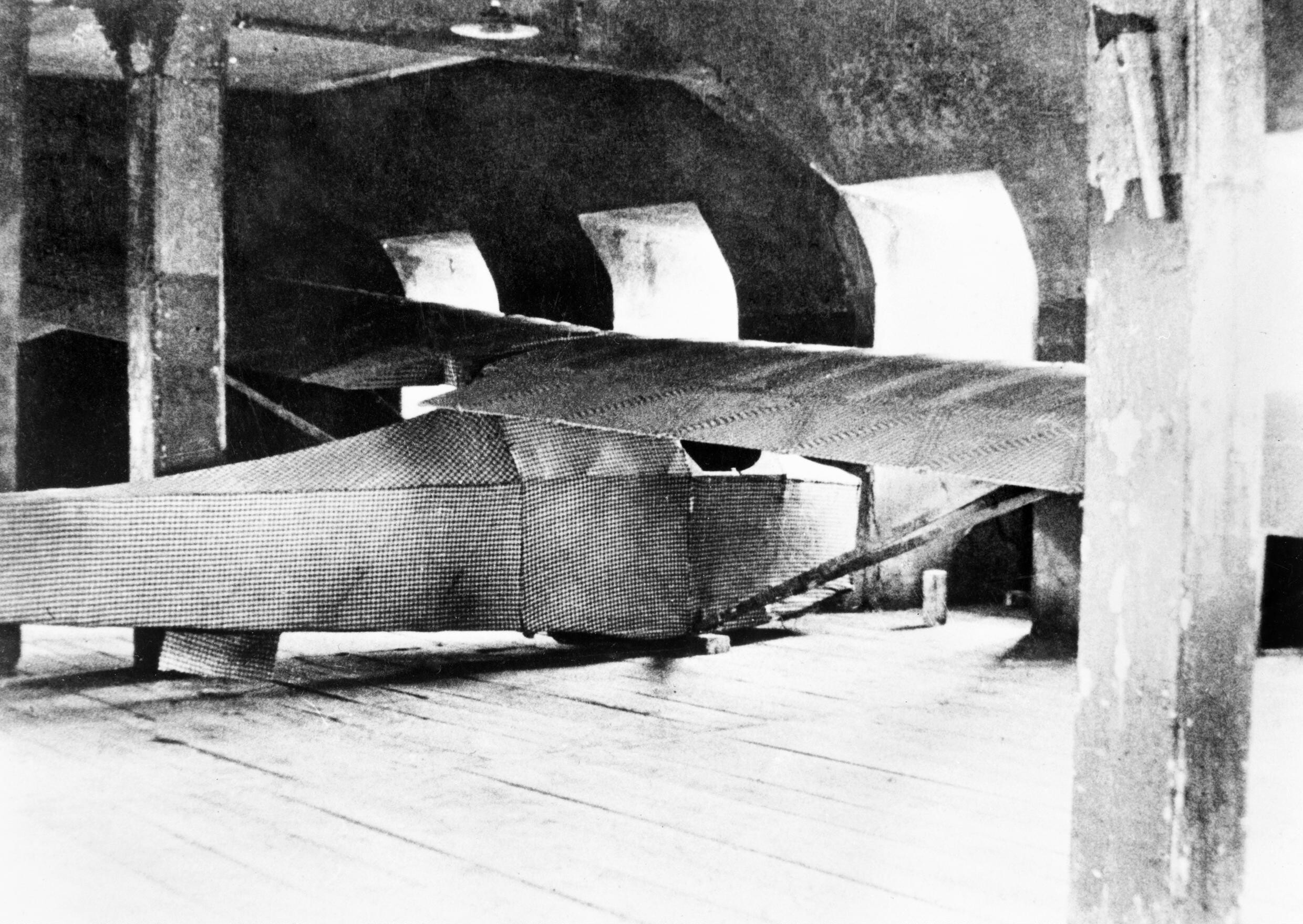
Originalaufnahme des von Häftlingen erbauten Segelflugzeuges Colditz Glider

Erkennungsfoto eines polnischen Offiziers. Die Nummer Oflag IV C 56 kennzeichnet ihn als einen der ersten Polen, die im November 1939 ins Schloss kamen.

Die Gefangenen unternahmen (laut Fluchtstatistik im Fluchtmuseum) etwa 300 Ausbruchsversuche, von denen 32 erfolgreich waren. Darüber wurden nach dem Krieg mehrere Bücher veröffentlicht. Der mühsamste Versuch war ein bereits im Winter 1940 über neun Monate lang gegrabener Tunnel vom Glockenturm (Kellerhaus-Wendelstein) zum östlichen Zwingerbereich. Dreißig Offiziere, unter ihnen Airey Neave gruben den Tunnel. Weil sie aber den Kompass falsch ablasen, irrten sie sich in der Richtung und statt ins Freie, gelangten sie in den Weinkeller des Kommandanten Oberst Prawitt. Dort tranken sie 137 Flaschen Wein aus, füllten sie mit ihrem Urin und legten diese damit gefüllten Flaschen wieder vor Ort in den Weinkeller. Diese Geschichte bestätigte die Witwe Elisabeth Prawitt aus Lüneburg noch im Oktober 1974, meinte aber dazu, dass dieses nicht ihrem Mann, sondern dem Vorgänger passiert sei. 1945 planten die Insassen eine Flucht in einem mit weiß-blau karierten Bettzeug bespannten Segelflugzeug, dem Colditz Glider.  Es wurde in einem Geheimversteck, getarnt durch eine falsche Wand auf dem Dachboden, gebaut und sollte vom Dach der Schlosskapelle starten.

## Nachleben

### Colditz Society
1991 wurde in London die Colditz Society gegründet. 120 ehemalige Gefangene aus England, Frankreich und Polen treffen sich zweimal im Jahr in London und stehen in ständigen Kontakt mit der Schlossverwaltung. 2011 erfuhren sie von der kranken Weide im Schlosshof, welche für die ehemaligen Häftlinge symbolhafte Bedeutung hatte, da diese bereits zu Zeiten des Kriegsgefangenenlager auf dem Hof stand. Die Mitglieder der Vereinigung spendeten eine runde Sitzbank um die neu gepflanzte Linde. Für Mitglieder gibt es eine regelmäßige Publikation der Vereinigung, in dem über deren Arbeit berichtet wird.

### Ausstellung
Im Fluchtmuseum werden zahlreiche Fluchten und Fluchtversuche von Offizieren verschiedener Nationalitäten dargestellt. In der Vergangenheit war kritisiert worden, dass zunächst nicht auf die Internierung von Teilen der militärischen Führung Polens eingegangen worden war.

### Medien
Die große internationale Bekanntheit ergibt sich besonders aus dem Buch The Colditz Story des erfolgreich geflüchteten Briten Pat Reid, in dem er seine Erlebnisse später verarbeitete, sowie aus dem 2005 entstandenen Film Colditz – Flucht in die Freiheit von Stuart Orne. Durch die Darstellung von Ausbruchsversuchen in mehreren Filmen und einer Fernsehserie erlangte das Schloss speziell in England besondere Bekanntheit. Neben Filmen aus den 1950er und der TV-Serie aus den 1970er Jahren diente das Schloss auch in Teilen einer Episode der britischen TV-Serie Top Gear als Drehort.
In England gibt es ein Brettspiel mit der Bezeichnung Escape from Colditz, in welchem gewitzte britische Offiziere den teutonischen Kerkermeister an der Nase herumführen und dann würfelnd aus Colditz flüchten.
Die neunte Mission im PC-Strategiespiel Commandos 2: Men of Courage führt den Spieler nach Schloss Colditz, wo es diverse Dokumente zu sichern und die Gefangenen zu befreien gilt.

## Filmografie
- Die Unbeugsamen – Flucht aus Hitlers Elitegefängnis. Dokumentation, 45 Min., Buch und Regie: Michael Wulfes, Produktion: MDR, Arte, Ziegler Film GmbH, Erstsendung: 6. Dezember 2006, Inhaltsangabe (Memento vom 30. September 2007 im Internet Archive) des MDR
- Colditz – Flucht in die Freiheit. Fernsehspielfilm in zwei Teilen: 240 Min. und 185 Min., Großbritannien, Regie: Stuart Orme, Produktion: Granada Television, Erstsendung: 27. März 2005, Colditz bei IMDb
- Escape from Colditz. Dokumentation, Großbritannien, 2001 (Interviews mit ehem. Kriegsgefangenen von Schloß Colditz) Escape from Colditz bei IMDb
- Colditz. Fernsehspielfilm, 50 Min., Großbritannien, Produktion: BBC, Erstsendung: 19. Oktober 1972, Colditz bei IMDb
- Im Schatten der Zitadelle (Originaltitel: The Colditz Story)  Spielfilm, 94 Min., 1955, Regie: Guy Hamilton, Produktion: Ivan Foxwell Productions Ltd., The Colditz Story bei IMDb